# Benihading II
Benihading II is een bestuurslaag in het regentschap Lembata van de provincie Oost-Nusa Tenggara, Indonesië. Benihading II telt 1191 inwoners (volkstelling 2010).